# باشگاه فوتبال ویس پزارو دال ۱۸۹۸
باشگاه فوتبال ویس پزارو دال ۱۸۹۸ (انگلیسی: Vis Pesaro dal 1898) یک باشگاه فوتبال مستقر در پزارو، ایتالیا است که در حال حاضر در سری سی ایتالیا، سومین سطح لیگ فوتبال در این کشور به فعالیت می‌پردازد.
آن‌ها بازی‌های خانگی خود را در ورزشگاه تونینو بنلی، مستقر در پزارو انجام می‌دهند که به اندازه ۴۸۹۸ صندلی گنجایش پذیرش تماشاگر دارد.

## تاریخچه
ویس پزارو در سال ۱۸۹۸ تأسیس شد و در سال ۲۰۰۸ مجدداً راه‌اندازی شد.
این باشگاه تجربه سی و شش فصل حضور در سری سی داشت تا اینکه برای فصل ۲۰۰۶-۲۰۰۵ منحل شد. پس از آن یک باشگاه جانشین در سطح آماتور دوباره راه اندازی گردید.
فصل ۲۰۱۰–۲۰۱۱ شاهد این بودیم که ویس عملاً در تمام طول فصل در لبه منطقه پلی‌آف صعود باقی ماند و با کسب مقام پنجم به آن دست یافت. تیم قرمز و سفید به رهبری سیمون پازاگلیا به عنوان تیمی ضعیف وارد مرحله پلی‌آف منطقه شد، اما موفق شد فرمنا (۲–۰ در بنلی؛ ۱–۱ در رکیونی) را که با ۲۴ امتیاز اختلاف نسبت به تیم بعدی، در جدول رده‌بندی فصل را به پایان رسانده بود، حذف کند. در فینال، ویس با نتیجه ۱–۰ (با گل بلوچی) شکست خورد و توانست پس از گذشت شش سال از ورشکستگی، به یک سطح بین‌منطقه‌ای بازگردد. حریف پلی‌آف ملی، باشگاه فوتبال ماسا لومباردا بود. بازی اول بین ویس پزارو و ماسا لومباردا در ورزشگاه بنلی در پزارو در ۲۹ مه ۲۰۱۱ برگزار شد که با پیروزی ۲–۱ ویس پزارو به پایان رسید. بازی برگشت در ۵ ژوئن ۲۰۱۱ در امیلیا برگزار شد. در حالی که کمتر از ۱۰ دقیقه به پایان بازی باقی مانده بود، که ویس یک گل دریافت کرد و این‌گونه از گردونه بازی‌های پلی‌آف حذف می‌شد، اما چند دقیقه مانده به پایان، ویچینی توپ را وارد دروازه حریف کرد و به این ترتیب موفق شد نتیجه را مساوی کند و ویس پزارو را به فینال پلی‌آف بین‌منطقه‌ای برساند که برای تعیین تیم صعود کننده به سری دی برگزار می‌شد. آخرین حریف ویس پزارو در فصل ۲۰۱۰–۲۰۱۱، باشگاه اسپورتینگ پیزا، تیم دوم شهر توسکانی، بود که پس از تساوی ۰–۰ در توسکانی، در بنلی با نتیجه ۳ بر ۱ (یک گل از بلوچی و یک گل از زونگتی) از ویس شکست خورد. در نهایت ویس پزارو توانست بازگشت خود به سری دی را جشن بگیرد. در مسابقات قهرمانی بین‌منطقه‌ای، تیم قرمز و سفید در گروه اف قرار گرفت که شامل تیم‌های مارکه، رومانیا، آبروزو و مولیز بود. پس از یک نیم‌فصل اول خوب، تیم در نیمه دوم نتایج نامناسبی کسب کرد و بعد از تغییر روی نیمکت، در پایان فصل به رستگاری رسید.
تورنمنت ۲۰۱۲–۲۰۱۳ بهترین مسابقات دهه برای تیم قرمز و سفید به رهبری جوزپه ماگی بود؛ ویس فصل را در رده پنجم به پایان رساند و به مرحله پلی‌آف رسید، جایی که در نیمه‌نهایی ترمولی را ۲–۱ شکست داد، اما در فینال با نتیجه ۴–۱ مقابل ماسراتیز تسلیم شد. فصل بعد نیز با وجود فهرستی پر از بازیکنان جوان به خاطر نتایج عالی به یاد می‌آید، ویس در واقع فصل را در رتبه ششم به پایان رساند و در طول سال از منطقه سقوط دور ماند.
فصل ۲۰۱۴–۲۰۱۵ بسیار دشوارتر بود، این بار توانایی بازیکنان جوان کافی نبود و تیم با وجود تغییر سه مربی (پوسانزینی، بونوینی، چکارینی) همچنان در پایین‌ترین رده جدول رده‌بندی قرار داشت. ویس در نهایت در رتبه دوم از آخر فصل را به پایان رساند و مستقیماً به اچلنتسا سقوط کرد.
در ۱ سپتامبر ۲۰۱۵، بازگشت آن‌ها به سری دی قطعی شد. در راس مجموعه هدایت تیم قرمز و سفیدها، سیمون پازاگلیا قرار داشت که پیش از این در فصول ۲۰۱۰–۲۰۱۱ و ۲۰۱۱–۲۰۱۲ سرمربی بود. در پایان نیم‌فصل اول، در حالی که تیم در رده سوم قرار داشت، پازاگلیا اخراج شد و دانیله آمائولو جایگزین او شد. تحت هدایت آمائولو، ویس در نیم‌فصل دوم ۲۸ امتیاز کسب کرد و یک هفته مانده به پایان بازی‌ها، ماندگاری خود در لیگ را قطعی کرد و در نهایت رتبه یازدهم را در مسابقات آن فصل به دست آورد.
در فصل ۲۰۱۶–۲۰۱۷، تیم ویس به مربیگری دیوید ساسارینی، مربی لیگوریایی، سپرده شد که با بازی هوشمندانه‌اش که عمدتاً بر اساس مالکیت و حرکات توپ به زمین استوار بود، تیم سفید و قرمز را به مرحله پلی‌آف به عنوان تیم چهارم جدول رده‌بندی هدایت کرد. در بازی‌های حذفی، ویس ابتدا در نیمه‌نهایی با نتیجه ۱–۰ در شهر لاکیلا مقابل سن نیکولو (گل از روکو کاستانتینو) پیروز شد و سپس در بنلی با المپیا آگونزه به تساوی ۱–۱ رسید (باز هم با گل کاستانتینو)، و با توجه به جایگاه بهتر نهایی در جدول، برنده فینال شد. در تابستان، باشگاه تصمیم به کنار گذاشتن آرزوهای بازگشت به لیگ حرفه‌ای گرفت، عمدتاً دلیل این تصمیم عوارض سنگینی است که فدراسیون فوتبال ایتالیا از آن درخواست کرده بود.
سپس، راه‌های ویس و ساسارینی از هم جدا شد: برای هدایت تیم سفید و قرمز، مربی دیگری از لیگوریا، جیانکارلو ریولفو، انتخاب شد. ویس یک فصل قوی را تجربه کرد که در آن چندین بار با ماتلیک در صدر جدول رقابت کرد؛ در آخرین روز، در ۶ مه ۲۰۱۸، با پیروزی ۴–۲ مقابل کستلفیداردو، به طرز شگفت‌انگیزی از تیم ماچراتزه سبقت گرفت و پس از ۱۳ سال به سری سی بازگشت.
از ۱ ژوئیه سال بعد، با انتقال به حرفه‌ای‌ها، باشگاه نام ویس پزارو از ۱۸۹۸ اس‌آرال را به خود گرفت و به‌طور غیررسمی به عنوان تیم دوم و شریک فنی باشگاه فوتبال سمپدوریا محسوب شد و چندین بازیکن را به صورت قرضی از تیم آبی‌وزرد جذب کرد. هدایت فنی تیم به لئوناردو کولوتی سپرده شد. در دور رفت، ویس به عنوان یکی از شگفتی‌های فصل شناخته شد و در جایگاه چهارم با ۲۹ امتیاز قرار گرفت. دور برگشت با شرایط متفاوتی همراه بود، که در آن تیم تنها ۱۳ امتیاز جمع‌آوری کرد؛ با این حال، این موضوع بر هدف آغاز فصل، یعنی بقا، تأثیری نداشت و این هدف با یک هفته زودتر از پایان فصل محقق شد.